# Acantholimon scirpinum
Acantholimon scirpinum är en triftväxtart som beskrevs av Aleksandr Andrejevitj Bunge. Acantholimon scirpinum ingår i släktet Acantholimon och familjen triftväxter. Inga underarter finns listade i Catalogue of Life.